# Cyrtodactylus evanquahi
Cyrtodactylus evanquahi — вид ящірок з родини геконових (Gekkonidae). Описаний у 2020 році.

## Назва
Вид названо на честь малайського герпетолога Евана Кво за його внесок у вивчення біорізноманіття Гунунг Балінг, якому загрожує видобування вапняку двома цементними компаніми. Він також допоміг зібрати типові зразки для досліджень.

## Поширення
Ендемік Малайзії. Трапляється на схилах гори Гунунг Балінг у штаті Кедах на півночі країни.

## Опис
Тіло завдовжки до 9,6 см. Забарвлення бежеве з 6-7 чорними поперечними смугами на спині. Хвіст з 9-11 парами чорних і білих поперечних смуг.